# Pálpito
Pálpito és una sèrie de televisió web colombiana de drama i thriller creada per Leonardo Padrón. La sèrie tenia previst el seu llançament el 6 d'abril de 2022. No obstant això Netflix va moure la seva estrena per al 20 d'abril de 2022 sense cap raó. La trama gira entorn d'un home que busca venjar-se d'una xarxa de tràfic d'òrgans que va assassinar a la seva esposa, i que per circumstància de la vida es creua amb la dona que va rebre l'òrgan de la seva esposa. És protagonitzada per Michel Brown, Ana Lucía Domínguez i Sebastián Martínez.
El 29 d'abril de 2022 Netflix va renovar la sèrie per a una segona temporada.

## Repartiment

### Principals
- Michel Brown com Simón Duque[5]
- Ana Lucía Domínguez com Camila Duarte[5]
- Sebastián Martínez com Zacarías Cienfuegos[5]
- Margarita Muñoz com Valeria Duque[5]
- Moisés Arizmendi com Mariachi[5]
- Juan Fernando Sánchez com Juan Carlos Sarmiento[5]
- Jacqueline Arenal com Greta Volcán[5]

### Secundaris
- Julián Cerati com Tomás[5]
- Valeria Emiliani com Samantha Duque[5]
- Mauricio Cujar com Braulio Cárdenas[5]
- Silvia Varón com Karla
- Ramsés Ramos com Tacho Rentería
- Camilo Amores com Rojo[5]
- Juan Tarquino com Garabato[5]
- Andrés Mejía com Lucas Duque
- Mauro Donetti com Fabricio Duque
- Alejandro Otero com Tirso
- Nina Rodríguez com Gaby
- Christian Gómez com Dr. Carrasco

### Invitats
- Carlos Vives i La Provincia[5]

## Episodis
| Núm. | Títol                                 | Data d'emissió original |
| ---- | ------------------------------------- | ----------------------- |
| 1    | «La felicidad no es redonda»          | 20 d'abril de 2022      |
| 2    | «Un huésped dentro de mi cuerpo»      | 20 d'abril de 2022      |
| 3    | «La búsqueda»                         | 20 d'abril de 2022      |
| 4    | «Ese corazón nunca debió ser tuyo»    | 20 d'abril de 2022      |
| 5    | «La organización»                     | 20 d'abril de 2022      |
| 6    | «Sin cabos sueltos»                   | 20 d'abril de 2022      |
| 7    | «Un momento crucial»                  | 20 d'abril de 2022      |
| 8    | «¿Mi esposo es un asesino?»           | 20 d'abril de 2022      |
| 9    | «Estamos aquí para cambiarle la vida» | 20 d'abril de 2022      |
| 10   | «La terrible verdad»                  | 20 d'abril de 2022      |
| 11   | «El infiltrado»                       | 20 d'abril de 2022      |
| 12   | «La cicatriz»                         | 20 d'abril de 2022      |
| 13   | «La próxima víctima»                  | 20 d'abril de 2022      |
| 14   | «La confesión»                        | 20 d'abril de 2022      |